# Mikasa (slagskepp)
Mikasa (三笠) är ett slagskepp av pre-dreadnought-typ som tillhörde den kejserliga japanska flottan. Hon var det fjärde fartyget i Shikishima-klass, som hon utgjorde tillsammans med systerfartygen Shikishima, Hatsue och Asashi. Fartyget är kanske mest känt för sin roll som amiral Togos flaggskepp under slaget vid Tsushima under rysk-japanska kriget. Slagskeppet byggdes av firman vickers i Storbritannien och sjösattes den 24 januari 1899 samt togs i tjänst den 1 mars 1902.  Mikasa utrangerades den 23 september 1923, men sparades som museifartyg i Yokosuka, där hon kan beskådas än idag.

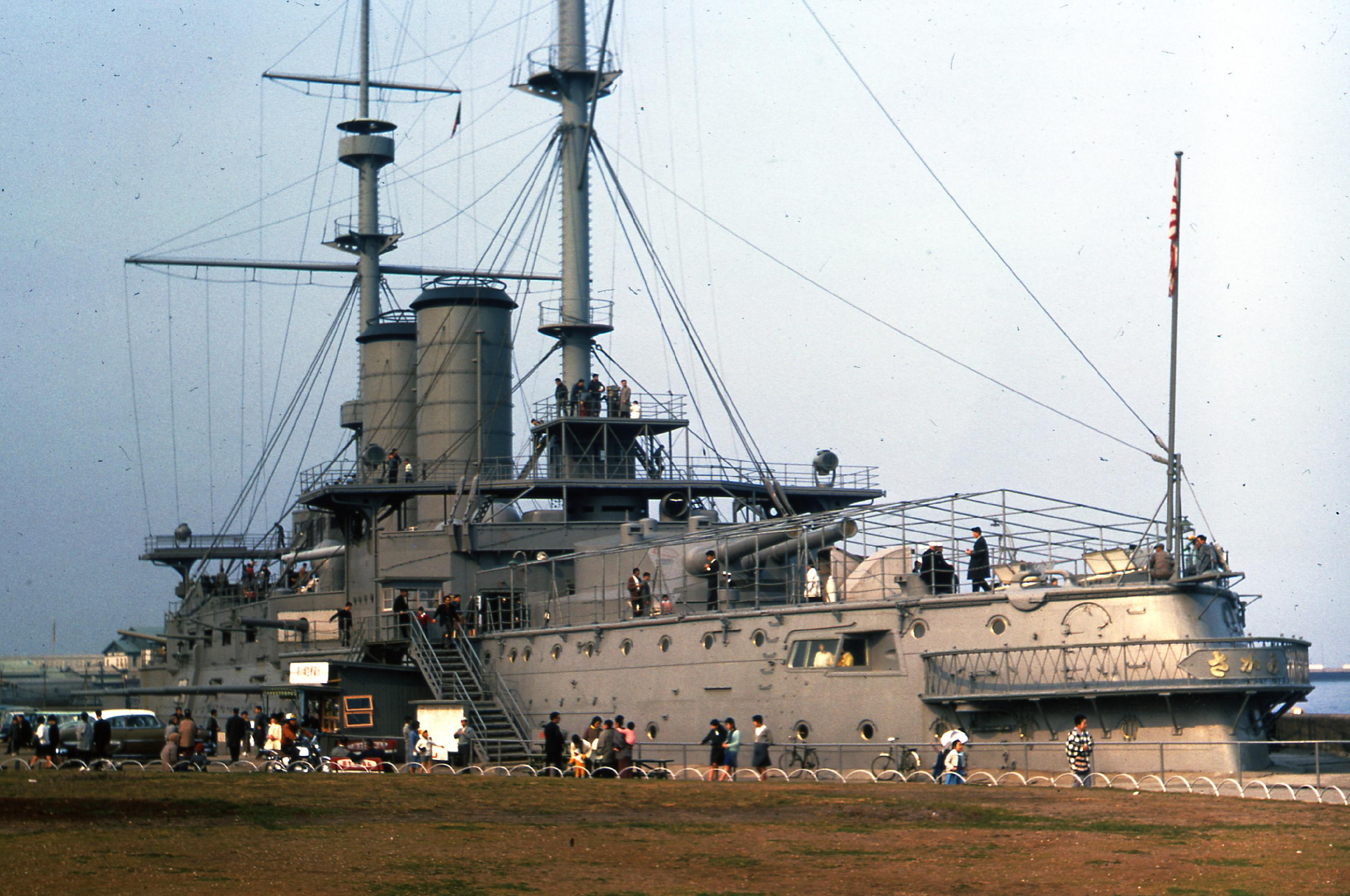
Mikasa som museifartyg i Yokosuka.